# John Walker (Politiker, 1744)

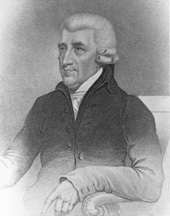
John Walker

John Walker (* 13. Februar 1744 bei Cobham, Albemarle County, Colony of Virginia; † 2. Dezember 1809 bei Madison Mills, Virginia) war ein US-amerikanischer Politiker, der den Bundesstaat Virginia im US-Senat vertrat.
John Walker war der ältere Bruder des Kongressabgeordneten Francis Walker (1764–1806). Er wurde auf „Castle Hill“, dem Anwesen seiner Familie, geboren. Er erhielt zunächst Privatunterricht und machte 1764 seinen Abschluss auf dem College of William & Mary in Williamsburg. Einer seiner Mitschüler war der spätere US-Präsident Thomas Jefferson, mit dem er über viele Jahre eng befreundet blieb.
Politisch betätigte er sich erstmals 1774, als er die Nachfolger seines Vaters Thomas Walker im House of Burgesses, dem kolonialen Parlament Virginias, antrat. Nach Ausbruch des Unabhängigkeitskrieges trat er der Kontinentalarmee bei und diente dort ab 1777 im Rang eines Colonel als Adjutant von General George Washington. 1780 wurde Walker dann in den Kontinentalkongress gewählt; danach studierte er die Rechtswissenschaften und arbeitete als Anwalt.
Nach dem Tod von William Grayson wurde der mit den Föderalisten sympathisierende John Walker als dessen Nachfolger in den US-Senat berufen, der zu diesem Zeitpunkt noch in Philadelphia tagte. Er nahm sein Mandat vom 31. März 1790 bis zum 9. November desselben Jahres wahr, als ihn der von Virginia General Assembly zum Senator gewählte James Monroe ablöste. Danach betätigte er sich wieder als Pflanzer auf seiner Plantage „Belvoir“ im Albemarle County.